# Ermita de San Antonio Abad (Ayora)
La ermita de San Antonio Abad es un templo situado fuera del casco urbano de Ayora (Valencia), en la entrada de la población viniendo desde Almansa. Es Bien de Relevancia Local con identificador número 46.19.044-006.

## Descripción
Se desconoce la fecha exacta de la construcción de la ermita, aunque quizás fuese a mediados del siglo XVI, pues en el año 1555, el día 18 de diciembre, ya se nombran en los libros del archivo parroquial. Fue destruida en la guerra civil y reconstruido todo su interior.
Ermita en planta de una sola nave alargada. A los pies encontramos un nártex con techo a una sola vertiente, sostenido por vigas de madera.
El interior de la construcción está formado por cuatro arcos góticos de piedra que arrancan desde el piso, sosteniendo un techo con artesonado plano en su centro, y vigas a dos vertientes, que conforman la cubierta del edificio al más puro estilo mendicante.
El presbiterio de suelo en barro de reciente construcción, acoge un retablo neogótico con hornacina para guardar la imagen del santo. También destaca el púlpito del evangelio, hecho sobre un pilar octogonal en piedra con decoración geométrica.